# Walter Q. Gresham
Walter Quintin Gresham (17. marts 1832 – 28. maj 1895) var en amerikansk statsmand og jurist. Han var postminister, appeldommer, to gange præsidentkandidat, udenrigsminister, finansminister og officer i Unionshæren under den amerikanske borgerkrig

## Tidlige år
Han blev født i nærheden af Lanesville i Indiana. Han gik to år på et akademi i Corydon og et år på Indiana University Bloomington, derefter læste han jura, og i 1854 blev han optaget i advokatsamfundet. Han var aktiv som kampagnetaler i republikanerne i 1856, giftede sig med Matilda McGrain i 1858, og i 1860 blev han valgt til Repræsentanternes Hus i Indiana som Republikaner fra et stærkt Demokratisk distrikt. Han blev valgt til formanden for militærkomiteen og gjorde meget for at forberede Indianas tropper på tjeneste i Unionshæren. 

## Borgerkrigen
I 1861, ved udbruddet af borgerkrigen blev han oberst for det 53rd Indiana Volunteer Infantry, og deltog efterfølgende i Ulysses S. Grant's Tennessee kampagne i 1862, Belejringen af Corinth og Slaget ved Vicksburg, hvor han førte en brigade. I august 1863 blev han forfremmet til brigadegeneral i den frivillige hær og fik kommandoen over Unionens styrker i Natchez i Mississippi. I 1864 havde han kommandoen over en division i XVII Korps i William Tecumseh Sherman's Atlanta kampagne, men inden slaget ved Atlanta, den 20. juli, blev han såret, så han måtte forlade aktiv tjeneste, og var lam i resten af sit liv. I 1865 blev han midlertidig forfremmet til generalmajor i den frivillige hær. 

## Efter krigen
Efter krigen var han advokat i New Albany i Indiana, og i 1869 blev han af præsident Ulysses S. Grant udpeget til at være Føderal dommer i Indiana. I april 1883 efterfulgte han Timothy O. Howe (1816-1883) som postminister i præsident Chester A. Arthur's kabinet, og tog aktiv del i nedlæggelsen af Louisiana lotteriet. Han havde opsyn med indførelsen af postanvisninger (Postal Notes) og i september 1884 efterfulgte han Charles J. Folger som finansminister. Den følgende måned trak han sig tilbage for at tiltræde en post ved appelretten i det Syvende distrikt. Mens han var postminister blev Gresham i Oregon opkaldt efter ham.
Gresham var kandidat til at blive nomineret til præsidentkandidat for Republikanerne i 1884 og 1888. I 1888 førte han i periode ved afstemningerne. Efterhånden mistede han opbakning fra de Republikanske ledere, og i 1892 støttede han valget af den Demokratiske kandidat Grover Cleveland, til præsident. Fra den 7. marts 1893 indtil sin død i Washington, D.C., den 28. maj 1895, var han udenrigsminister i præsident Grover Cleveland's kabinet. Han ligger begravet på Arlington National Cemetery.
| Efterfulgte: Charles J. Folger | USA's finansminister 1884        | Efterfulgtes af: Hugh McCulloch |
| Efterfulgte: John W. Foster    | USA's udenrigsminister 1893–1895 | Efterfulgtes af: Richard Olney  |